# Kniha mého dědy Korkuta
Kniha mého dědy Korkuta (ázerbájdžánsky: Kitabi-Dədə Qorqud, کتاب دده قورقود; turkmensky: Kitaby Dädem Gorkut; turecky: Dede Korkut Kitabı) je nejslavnější sbírkou legend Oghuzů. Text je významný především pro literatury Turecka, Ázerbájdžánu a Turkmenistánu, předpokládá se nicméně, že vznikl na Kavkaze, zásadní roli tak hraje především v Ázerbájdžánu. Jazyk textu má smíšený a přechodový charakter. Jeho základem je starooghuzská turkičtina, která se pozvolna rozpadá do několika směrů. Až do roku 2018 byly známy pouze dva rukopisy textu, jeden ve Vatikánské knihovně a druhý v Královské knihovně v Drážďanech. Poté byl v íránském Gonbadu objeven třetí rukopis, patrně nejstarší. O staří textu se diskutuje, oxfordský turkolog Geoffrey Lewis jej datuje do začátku 15. století. Shrnuta je ovšem starší ústní tradice. Kniha obsahuje veršované i prozaické pasáže. Celá korkutská tradice byla v roce 2018 zapsána na seznam nehmotného kulturního světového dědictví UNESCO.
Jádrem knihy je dvanáct příběhů, které byly sepsány poté, co turkické národy konvertovaly k islámu. Hrdinové jsou tak často zobrazováni jako dobří muslimové, zatímco darebáci jsou označováni jako nevěřící, ale existuje také mnoho odkazů na předislámskou magii. Postava mudrce, barda a věštce „dědečka Korkutu“ propojuje všechny příběhy a třináctá, závěrečná, kapitola knihy obsahuje výroky, které jsou mu připisovány. Známý muslimský historik Rašíd al-Dín Hamadání (1247-1318) tvrdil, že Dede Korkut byl skutečný člověk a žil 295 let. Válečné příběhy mají pravděpodobně historický základ v konfliktech mezi Oghuzy, Pečeněhy a Kipčaky. Mnoho příběhových prvků připomíná západní literární tradici. Například jednooké monstrum Tepegoz se natolik podobá Kyklopovi z Homérovy Odyssei, že se má za to, že turkická legenda byla buď ovlivněna řeckým mýtem, nebo mají společný starověký kořen někde v oblasti Malé Asie.